# Zamora (kanton)
Zamora – kanton w prowincji Zamora-Chinchipe, w Ekwadorze. Stolicą kantonu jest Zamora.